# William Champion
William Champion (1709 - 1789) était un métallurgiste britannique. Il est reconnu comme étant le premier à avoir breveté pour son procédé d'extraction du zinc à partir de calamine.
Il possédait plusieurs usines de production de laiton (alliage de zinc et de cuivre) dont la demande était particulièrement forte à l'époque. Son concurrent, Brass Battery, Wire & Copper Company de Bristol parvint à convaincre le conseil du Lord du Petit Sceau qu'il était en situation de monopole. En 1768, ses partenaires l'abandonnent et il déclare faillite.

## Procédé
Le procédé d'extraction du zinc de William Champion consistait à réduire la calamine dans un haut-fourneau en utilisant du charbon comme réducteur. Le zinc était récupéré dans des tuyaux en fer contenant de l'eau. Ce procédé permettait de produire 400 kg de zinc en 70 h pour six creusets. La production annuelle est estimée à 200 tonnes par an.
William Champion reçut son brevet pour ce procédé en 1738. Pourtant celui-ci était gourmand d'un point de vue énergétique. William Champion n'était pas vraiment l'inventeur de cette technique qu'il avait en réalité vu à l'œuvre lors d'un voyage en Chine.
Notons également que le frère de William Champion, John Champion, avait également développé un processus de production du zinc par la calcination de la sphalérite (sulfure de zinc).